# Costantino II (antipapa)
Costantino II (... – VIII secolo) venne fatto eleggere antipapa il 5 luglio 767 dal fratello Totone, duca di Nepi, pochi giorni dopo la morte di papa Paolo I. Dopo l'elezione di papa Stefano III (1º agosto 768) fu imprigionato dai Longobardi di Desiderio. Il 6 agosto 768 fu deposto e in seguito venne fatto accecare.

## Biografia
Il neonato Stato della Chiesa aveva ispirato, già negli ultimi anni di vita di Paolo I, ambizioni di potere che non riguardavano solo gli aspetti "temporali", ma anche quelli religiosi, visto che nella figura del pontefice si compendiavano le funzioni di governo politico e spirituale. Paolo I era riuscito, con polso ed autorità, a mantenere sotto controllo le tensioni di laici ed ecclesiastici, ma ancora lui vivente le fazioni aristocratiche e popolari avevano dato vita a lotte per il potere e la successione in cui si faceva strada addirittura il concetto che anche un laico potesse essere eletto al Soglio pontificio, non per fare di Roma uno Stato laico, ma per poter sfruttare le enormi ricchezze e il potere internazionale del nuovo Stato; i papi e la burocrazia pontificia, composta anche da esponenti della nobiltà romana, governavano infatti su uno Stato ricchissimo che aveva rapporti, anche se non sempre pacifici, con Franchi, Longobardi e Bizantini, le tre maggiori potenze europee.
Alla notizia del precario stato di salute di Paolo I un esponente di quella nobiltà romana, Toto o Totone (o Teodoro secondo altre dizioni), duca di Nepi, intavolò immediate trattative con la nobiltà romana per imporre il fratello Costantino come successore. Nonostante il tentativo di opposizione del primicerio Cristoforo, uomo di fiducia di Paolo I, che avrebbe dovuto gestire la sede vacante e l'elezione del nuovo pontefice, Totone riuscì nell'intento. Appena giunta la notizia della morte di Paolo I si precipitò in città insieme ai fratelli Costantino, Passivo e Pasquale e una schiera di armati; entrato nottetempo da Porta San Pancrazio occupò i punti strategici, radunò i notabili e, forte della presenza dei suoi armati, li costrinse ad eleggere papa Costantino, dopo aver imposto a Giorgio, vescovo di Preneste, di ordinarlo sacerdote e subito dopo suddiacono e diacono presso l'oratorio di San Lorenzo. Il clero, terrorizzato dalle bande armate e preso alla sprovvista dall'azione improvvisa, non riuscì ad opporsi, e lo stesso primicerio Cristoforo, non poté fare altro che nascondersi. Il 5 luglio 767, una settimana dopo la morte di Paolo I, nella Basilica di San Pietro in Vaticano Costantino fu intronizzato dallo stesso Giorgio, vescovo di Palestrina e dai vescovi Eustrazio di Albano e Citonato di Porto.
A parte l'atto di forza, l'elezione era irregolare anche solo per il fatto che ne era stato escluso il clero, il cui voto aveva la precedenza e il maggior peso. Costantino comunque comunicò l'avvenuta elezione al re dei Franchi Pipino il Breve, rinnovando i sentimenti di amicizia e di alleanza dei suoi predecessori, ma Pipino, probabilmente informato dell'accaduto, non rispose né a quella né ad una seconda lettera in cui Costantino lo invitava a non dare credito a calunnie sul suo conto.
Nel frattempo il primicerio Cristoforo e suo figlio Sergio, sagrestano pontificio, riuscirono con uno stratagemma a lasciare Roma e si affrettarono a raggiungere Teodicio, duca di Spoleto e proseguirono con lui per Pavia per chiedere aiuto al re dei Longobardi Desiderio, il quale, ben lieto di intromettersi negli affari di Roma, con cui era sempre stato in rapporti difficili, si mostrò disponibile ad appoggiare la loro causa ed inviò il presbitero Valdiperto con un contingente militare. La truppa longobarda entrò in Roma, sempre da Porta San Pancrazio, il 28 luglio 768. Negli scontri che seguirono rimase ucciso il duca Totone, probabilmente da Grazioso, cognato di Sergio, che come premio ottenne il titolo di duca di Roma, mentre Costantino e i fratelli, rifugiatisi invano nel Palazzo del Laterano, vennero arrestati. Gli scontri si protrassero ancora fino al 31 luglio, quando Valdiperto, all'insaputa di Sergio, riuní i seguaci romani del partito filo-longobardo e consacrò papa il presbitero Filippo, cappellano del monastero di San Vito sull'Esquilino. Ma Cristoforo s'impose nel suo ruolo di primicerio, e il giorno successivo Filippo si ritirò senza opporre resistenza, lasciando il partito filo-longobardo in una situazione pericolosa. La reazione del clero e del popolo romano fu violenta, soprattutto con i vescovi e cardinali nominati da Costantino, che furono mutilati ed uccisi. Simile sorte fu riservata a Valdiperto, reo di aver ignorato il clero e il popolo romano per imporre un uomo gradito ai Longobardi. Valdiperto fu catturato mentre abbracciava invano un'immagine sacra nel Pantheon, dove aveva cercato scampo, e, gettato in un orrendo carcere, perì poco tempo dopo in modo crudele. Si trovò comunque presto l'accordo sul candidato proposto da Cristoforo, il presbitero Stefano, titolare della chiesa di Santa Cecilia, che si era tenuto fuori dai tumulti e che il 7 agosto 768, dopo più di un anno dalla morte di Paolo I, venne consacrato papa.
Intanto Costantino era stato catturato, trascinato per le vie di Roma e segregato nel convento di Cellanova sull'Aventino: il 6 agosto venne deposto ed in seguito accecato, sembra su iniziativa di Grazioso. Il 12 aprile 769 si aprì in Laterano un concilio in cui si svolse un processo a Costantino che durò due giorni e che si concluse con il quasi linciaggio dell'imputato. Nella prima seduta Costantino, accecato, venne interrogato. Gli si chiese come aveva osato assidersi, laico, sulla cattedra di Pietro ed egli rispose che il popolo romano a forza lo aveva fatto papa non potendo più sopportare tutte le angherie subite da Paolo I. Poi, spalancate le braccia, si gettò a terra implorando pietà. Quel giorno venne licenziato senza che si pronunciasse sentenza. L'interrogatorio riprese il giorno seguente. L'accusato cercò di trincerarsi dietro l'esempio di alcuni predecessori, anch'essi saliti alla cattedra episcopale direttamente dallo stato laico. Questo discorso non piacque affatto agli astanti. Dice infatti il Liber pontificalis che appena il disgraziato ebbe pronunciato queste parole a sua difesa "tutti i sacerdoti, infuriati, a furia di schiaffi gli fecero battere il volto a terra e poi lo cacciarono a calci fuori della Chiesa". La fine che poi fece Costantino non è certa, ma il concilio terminò con la distruzione di tutti gli atti ufficiali da lui promulgati e con la decisione che in futuro il papa avrebbe dovuto essere scelto solo fra i diaconi ed i "presbiteri cardinali", mentre veniva ridimensionata fortemente la partecipazione dei laici alle elezioni del pontefice.